# Банскобыстрицкая академия искусств (Словакия)
Академия искусств в городе Банска-Быстрица (словац. Akadémia umení v Banskej Bystrici, АU) — публичное высшее учебное заведение в словацком городе Банска-Быстрица. Предлагает художественное образование на всех трёх ступенях получения высшего образования.
Нынешним ректором с 20 февраля 2016 года является профессор, доктор педагогики, магистр искусств, магистр Войтех Диди. На трёх факультетах вуза обучается приблизительно 600 студентов.
Адрес главного здания Академии: 97400, Словакия, г.Банска-Быстрица, улица Яна Коллара, д.22.

## История
Академия образована 7 января 1997 года согласно закону №156/1997 Свода законов от 15 мая 1997 года. Её первым ректором был профессор Александр Мелихер. В сотрудничестве с Банскобыстрицкой государственной научной библиотекой академия искусств стала учредителем «Театра 44».

## Факультеты

### Факультет драматического искусства
Факультет предлагает обучение на получение степеней бакалавра и магистра театральных и кинематографических искусств: театральная постановка и режиссура, документальное кинотворчество, кинодраматургия и сценаристика и актёрское мастерство. На факультете обучается около 200 студентов. Возможно обучение в аспирантуре по специальности «театроведение».

### Факультет исполнительских искусств
Факультет предлагает получение степени бакалавра и магистра по музыкальным специальностям, как-то: композиция и дирижирование хором, игра на оркестровых инструментах, игра на клавишных инструментах, вокальное исполнение. Специальности «музыкальное искусство — музыкальное исполнение» и «теория музыкального исполнения» можно изучать и в аспирантуре. Всего на факультете обучается около 160 студентов.

### Факультет изобразительных искусств
Факультет аккредитован на предоставление образования по следующим специальностям (по первым двум ступеням): графика, живопись, скульптура и аудиовизуальные СМИ и цифровые СМИ. Третью ступень образования можно получить по специальности «изобразительное искусство — свободное изобразительное искусство». Количество студентов составляет около 225.

## Внешние ссылки
- aku.sk — официальный сайт Банскобыстрицкая академия искусств (словац.)
- Alena Horváthová-Čisáriková. Naši študenti získali cenu, akú má Spielberg (словац.). ZenskyWeb.sk. (21 марта 2012). Дата обращения: 10 августа 2016.